# Теорема Голода — Шафаревича
Теорема Голода-Шафаревича — теорема алгебры. Была сформулирована и доказана Е. С. Голодом и И. Р. Шафаревичем в 1964 г. Важными следствиями из неё являются отрицательный ответ на проблему Куроша (существует ниль-алгебра, не являющаяся локально нильпотентной), отрицательный ответ на общую проблему Бернсайда (существует периодическая группа, не являющаяся локально конечной).

## Условия
Пусть {\displaystyle T=F\left[x_{1},...,x_{d}\right]} — кольцо полиномов от некоммутирующих переменных {\displaystyle x_{1},...,x_{d}} над произвольным полем {\displaystyle F}. Пусть {\displaystyle T} является градуированной алгеброй благодаря определению на ней функции степени.
Представим {\displaystyle T} в виде суммы подпространств {\displaystyle T=T_{0}+T_{1}+\ldots +T_{n}+\ldots },
где {\displaystyle T_{0}=F}, а {\displaystyle T_{n}} имеет базис из {\displaystyle d^{n}} элементов вида {\displaystyle x_{i_{1}}x_{i_{2}}...x_{i_{n}}}, где переменные {\displaystyle x_{i_{j}}} выбираются из множества {\displaystyle \left\{x_{1},...,x_{d}\right\}}.
Назовем элементы пространства {\displaystyle T_{n}} однородными элементами степени {\displaystyle n}.
Пусть {\displaystyle {\mathfrak {U}}=(f_{1},f_{2},...)} — двусторонний идеал алгебры {\displaystyle T}, порождённый однородными элементами {\displaystyle f_{1},f_{2},...} степеней {\displaystyle n_{1},n_{2},...} соответственно. Упорядочим {\displaystyle n_{1},n_{2},...} так, чтобы {\displaystyle 2\leqslant n_{1}\leqslant n_{2}\leqslant \ldots }. Число тех элементов {\displaystyle f_{j}}, степени которых равны {\displaystyle i} обозначим как {\displaystyle r_{i}}.
Факторалгебра {\displaystyle A=T/{\mathfrak {U}}} наследует градуировку из {\displaystyle T} вследствие того, что идеал {\displaystyle {\mathfrak {U}}} порожден однородными элементами.
Факторалгебра может быть представлена в виде суммы {\displaystyle A=A_{0}+A_{1}+\ldots +A_{n}+\ldots }, где {\displaystyle A_{i}\simeq T/{\mathfrak {U}}\cap T_{i}}.
Пусть {\displaystyle b_{n}=\dim _{F}A_{n}}.

## Формулировка
Алгебра {\displaystyle A}, описанная в условиях теоремы, обладает следующими свойствами:
1. {\displaystyle b_{n}\geqslant db_{n-1}-\sum _{n_{i}\leqslant n}b_{n-n_{i}}} для всех {\displaystyle n\geqslant 1}.
2. Если для каждого {\displaystyle i} {\displaystyle r_{i}\leqslant \left({\frac {d-1}{2}}\right)^{2}}, то {\displaystyle A} бесконечномерна над {\displaystyle F}.

## Доказательство
Доказательство теоремы занимает {\displaystyle 4} страницы в книге 